# José Quiñaliza
José Quiñaliza (nacido el 21 de julio de 1961) es un atleta masculino retirado del Ecuador, que compitió en el evento de triple salto durante su carrera.

## Carrera
El 27 de marzo de 2014, José Quiñaliza ganó una medalla de plata en salto triple del Mundial Máster de Atletismo en Budapest, Hungría, con una marca de 13 metros y 33 centímetros.